# مونتانا کاکس
مونتانا کاکس (به انگلیسی: Montana Cox) (زادهٔ ۲ سپتامبر ۱۹۹۲) مدل استرالیایی است. او بیش‌تر به خاطر برنده شدن در فصل هفتم برنامه مدل برتر بعدی استرالیا شناخته می‌شود.